# Манакін-короткокрил білочеревий
Манакін-короткокрил білочеревий (Manacus manacus) — вид горобцеподібних птахів родини манакінових (Pipridae).

## Поширення
Вид поширений у Південній Америці у роз’єднаних популяціях. Мешкає в густому підліску тропічних і субтропічних джунглів і на узліссях вологих лісів, як правило, нижче 1000 м над рівнем моря.

## Опис
Маленький короткохвостий птах, зазвичай завдовжки 11 см і вагою 17 г. Райдужка коричнева; дзьоб з чорною верхньою щелепою та блакитно-сірою, сірою або коричневою нижньою щелепою; плесна і пальці ніг помаранчеві або помарнчево-жовті. Дорослий самець має чорне тім’я, верхню частину крил, спину та хвіст, сірий круп, пір’я на горлі, яке самці під час токування розгортають у вигляді «бороди», а потиличний комір білий, сіріший донизу. Ширина потиличного комірця та колір черевця географічно змінюються між сірим і білим. Самиці та молоді самці мають оливково-зелений колір. Ендемічна раса Тринідаду, Manacus manacus trinitatis, більша за птахів материка, а нижня частина тіла самиці жовта.

## Спосіб життя
Птах живиться фруктами і комахами. Самиця будує неглибоке чашоподібне гніздо на гілках дерев, відкладає два білих або коричневих яйця з крапками, які вона висиджує приблизно 18-19 днів. Пташенята залишаються в гнізді ще 13-15 днів. Самиця годує пташенят в основному відригнутими фруктами з домішками комах.

## Підвиди
Таксон включає 15 підвидів:
- Manacus manacus abditivus Bangs, 1899 - Північна Колумбія (регіон Санта-Марта, нижня долина Каука, нижня та середня долини Магдалена).
- Manacus manacus flaveolus Cassin, 1851 - верхня долина Магдалени (центральна Колумбія).
- Manacus manacus bangsi Chapman, 1914 - південно-західна Колумбія і крайній північний захід Еквадору.
- Manacus manacus leucochlamys Chapman, 1914 - північно-західний і західний Еквадор.
- Manacus manacus maximus Chapman, 1924 - південно-західний Еквадор та крайній північний захід Перу.
- Manacus manacus interior Chapman, 1914 - північно-західна та південна центральна Венесуела, Колумбія на схід від Анд, східний Еквадор, північний схід Перу та північний захід Бразилії.
- Manacus manacus trinitatis (Hartert, 1912) - о. Тринідад.
- Manacus manacus umbrosus Friedmann, 1944 - обмежена територія на півдні Венесуели.
- Manacus manacus manacus (Linnaeus, 1766) - Гвіана, південь Венесуели і північно-східна Бразилія на північ від нижньої течії річки Амазонка.
- Manacus manacus expectatus Gyldenstolpe, 1941 - західна Бразилія, можливо, на прилеглому північно-східному Перу.
- Manacus manacus subpurus Cherrie & Reichenberger, 1923 - південь центральної Бразилії.
- Manacus manacus purus Bangs, 1899 - південний берег нижньої Амазонки в Бразилії (ріка Мадейра, ймовірно, до лівого берега Шінгу).
- Manacus manacus longibarbatus J. T. Zimmer, 1936 - південний берег нижньої Амазонки в Бразилії.
- Manacus manacus purissimus Todd, 1928 - східна Бразилія.
- Manacus manacus gutturosus (Desmarest, 1806) - східна та південно-східна Бразилія, південний схід Парагваю та крайній північний схід від Аргентини.